# 留守宗利

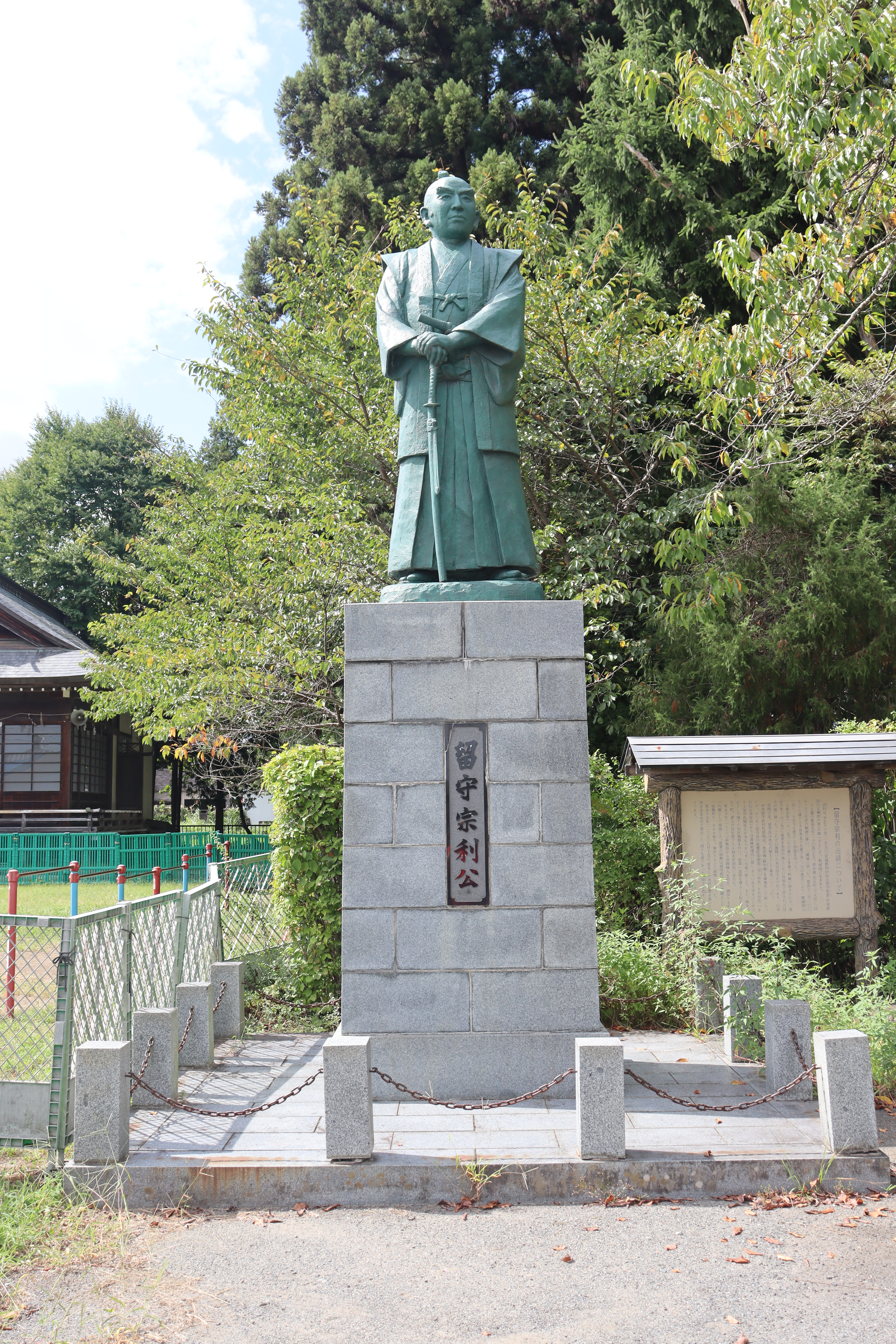
日高神社にある留守宗利の銅像

伊達 宗利（だて むねとし）/留守 宗利（るす むねとし）は、江戸時代前期の武士。陸奥国仙台藩一門第三席・水沢伊達家2代（留守氏19代）当主。
宗利は元服前の文禄元年（1593年）に伊達姓を拝領しているため、実際に留守宗利と名乗った期間はないが、これを記事名としているのは、明治2年（1869年）に水沢伊達家は留守氏へと復姓しており、これに伴い昭和49年（1974年）に日高神社に建立された宗利銅像の銘板では「留守宗利公」と標記していることによる。

## 生涯
天正18年（1590年）、宮城郡利府城主・留守政景の長男として誕生。幼名は太利丸。
同年の奥州仕置にて、父・政景は小田原征伐に参陣しなかったため領地を没収され、以降は実家の伊達家に戻って甥の伊達政宗に仕えた。政景は文禄元年（1593年）に政宗より伊達姓を拝領して一門の家格に列し、以後留守氏は幕末に至るまで伊達姓を称することになる（水沢伊達家）。
慶長12年（1607年）、父の死去に伴い家督を相続し、磐井郡一関城主となって18,366石を知行する。
慶長16年（1611年）には江戸城西ノ丸の貝塚堀普請役を務める。慶長19年（1614年）の大坂冬の陣では先鋒を務めて初陣を飾り、大坂夏の陣でも鉄砲隊を率いて奮闘したが、宗利が40数名しか兵を出さなかったことが政宗の勘気に触れ、身分相応の軍役を負担しなかったことを理由として、翌年元和2年（1616年）2月、10,000石に減封されて胆沢郡金ケ崎城へと移されたが、寛永6年（1629年）江戸城石垣小路の普請を完成させた功を以て、同年8月15日、水沢城への居城移転が認められ、水沢伊達氏は幕末に至るまで同地を所領とした。このため水沢伊達家の歴代当主を、伊達姓に復帰した政景からではなく、水沢に入封した宗利から数える場合がある。
宗利は政宗の許しを得て水沢城を修築し、留守氏の旧本拠地であった岩切城や、利府城周辺に残してきた同氏ゆかりの寺社を水沢に移転させた。また、水沢城下の整備に努めたほか、寛永2年（1625年）から飛地の名取郡飯田で最上氏旧臣・小野常信（継室・多与の弟）に新田開発をさせるなど、所領の発展に力を尽くした。
寛永15年（1638年）8月15日死去。享年49。家臣8名が殉死。嫡男・宗直が家督を相続した。
昭和49年（1974年）、日高神社境内の瑞山神社（水沢伊達家祖廟）に宗利の銅像が建立された。

## 系譜
- 父：留守政景（1549-1607）
- 母：竹乙 - 黒川晴氏の娘
- 正室：狩野一庵の娘
  - 長女：池照院 - 伊達宗泰室
  - 女子：飯坂宗清室 - のち大町定頼継室
- 継室：多与 - 小野勝久の娘
  - 長男：伊達宗直（1626-1663）